# 청두 헌터스
청두 헌터즈(영어: Chengdu Hunters)는 오버워치 리그에 참가 중인 e스포츠 팀으로 2018년 9월 6일에 창단하였고 현재 태평양 컨퍼런스 동부지구 소속으로 활동하고 있으며 2020 시즌부터는 우량예 청두 공연 예술 센터를 홈 구장으로 사용할 예정이다.

## 역사

### 오버워치 리그 2019 시즌
창단 첫 해 정규시즌 28경기에서 13승 15패를 기록하며 리그 12위·태평양 컨퍼런스 8위로 간신히 포스트시즌 플레이-인 스테이지 진출에는 성공했지만 1라운드에서 광저우 차지에게 1-4의 완패를 당하며 2라운드 진출에 실패했다.

## 주요 성적
- 오버워치 리그 2019 시즌 포스트시즌 플레이-인 스테이지 1라운드

## 선수단

### 코칭스태프
- 코치 :  창치아화

### 선수
- DPS
  -  Baconjack 로쯔헝
  -  YangXiaoLong 장즈하오
  -  JinMu 이후
  -  Leave 황신

- TANK
  -  JIQIREN 웨이엔쑹
  -  Elsa 뤄원제

- SUPPORT
  -  Yveltal 리셴야오
  -  Kyo 쿵춘팅 (주장)
  -  Garry 관리